# Ingrid Fugellie
Ingrid Alicia Fugellie Gezan (Punta Arenas, Chile, 1946) es psicóloga, artista visual, escritora, docente y gestora cultural, chilena de origen y ciudadana mexicana desde 2009. Ha publicado artículos, ensayos y reseñas sobre teoría y crítica de arte en revistas y periódicos mexicanos de difusión cultural. Su producción visual se ha exhibido en gran cantidad de muestras individuales y colectivas en museos, galerías y casas de cultura de Chile, México, Guatemala, Honduras, Ecuador, Argentina, Suiza, Estados Unidos y Malaui.

## Biografía
Los primeros años de su vida transcurren en Punta Arenas, su ciudad natal. En 1965 se traslada a Santiago, la capital del país, para estudiar psicología en la Universidad Católica de Chile. En octubre de 1973 abandona su patria de origen debido a factores políticos relacionados con el Golpe de Estado de Augusto Pinochet. Reside en Guatemala por más de diez años desempeñándose como psicóloga clínica y académica en la Escuela de Historia de la Universidad de San Carlos y en la Facultad de Ciencias y Humanidades de la Universidad del Valle de Guatemala, además de fundar el jardín infantil Jean Piaget.
De 1982 a 1986 desarrolla diversos proyectos en UNICEF Honduras y Guatemala. En Malaui (África Central) pone en marcha un programa de actividades creativas para la rehabilitación infantil en la Pediatría del Hospital central de Kamuzu, Lilongüe, Malaui. Labora también en la atención de problemas de aprendizaje en poblaciones escolares de origen africano, asiático y europeo.
A su llegada a México en 1986 y hasta 1994 realizó estudios en la entonces Escuela Nacional de Artes Plásticas hoy Facultad de Artes y Diseño de la Universidad Nacional Autónoma de México, dentro del plan académico “Materias Aisladas”, vigente en dicho periodo. Desde ese momento ejerce la docencia y la investigación además de llevar a cabo diversas acciones autogestivas de difusión artística y cultural.

## Docencia, investigación y difusión en artes y diseño
De 1989 a 2019, se desempeña como académica en la Facultad de Artes y Diseño de la UNAM a cargo de las asignaturas de Psicología para la Comunicación Visual, Teoría e Historia del Arte, Dibujo I y II, Métodos de Análisis de la Obra de Arte I y II y Seminario de Arte Moderno I y II en la Licenciatura en Artes Visuales. Coordinó el Proyecto de Investigación “Visiones y Voces en torno a las Adicciones” de la ENAP en el marco del Macroproyecto Desarrollo de nuevos modelos para la prevención y el tratamiento de conductas adictivas de la UNAM (2006-2010). De 1999 a 2012 fue investigadora en la Escuela de Diseño Gráfico de la Universidad Intercontinental.
Ha organizado una serie de proyectos de innovación académica, entre los que destacan: “¿Qué es arte?”, “Neo-postimpresionismo”, “Salón Independiente”, “La Victoria de Marinetti” y “Almas fragmentadas” y fundado varios colectivos multidisciplinares de producción y difusión artística como: A-Corpus (2001-2003), Tijera (2006-2016), Das Kapital, galería independiente (2010-2011), Asfalto (2015 a la fecha) y En tránsito. Es miembro activo del seminario “Revolución y Diseño”, coordinado por el Departamento de Teoría y Procesos del Diseño de la División de Ciencias de la Comunicación, UAM Cuajimalpa.

## Obra

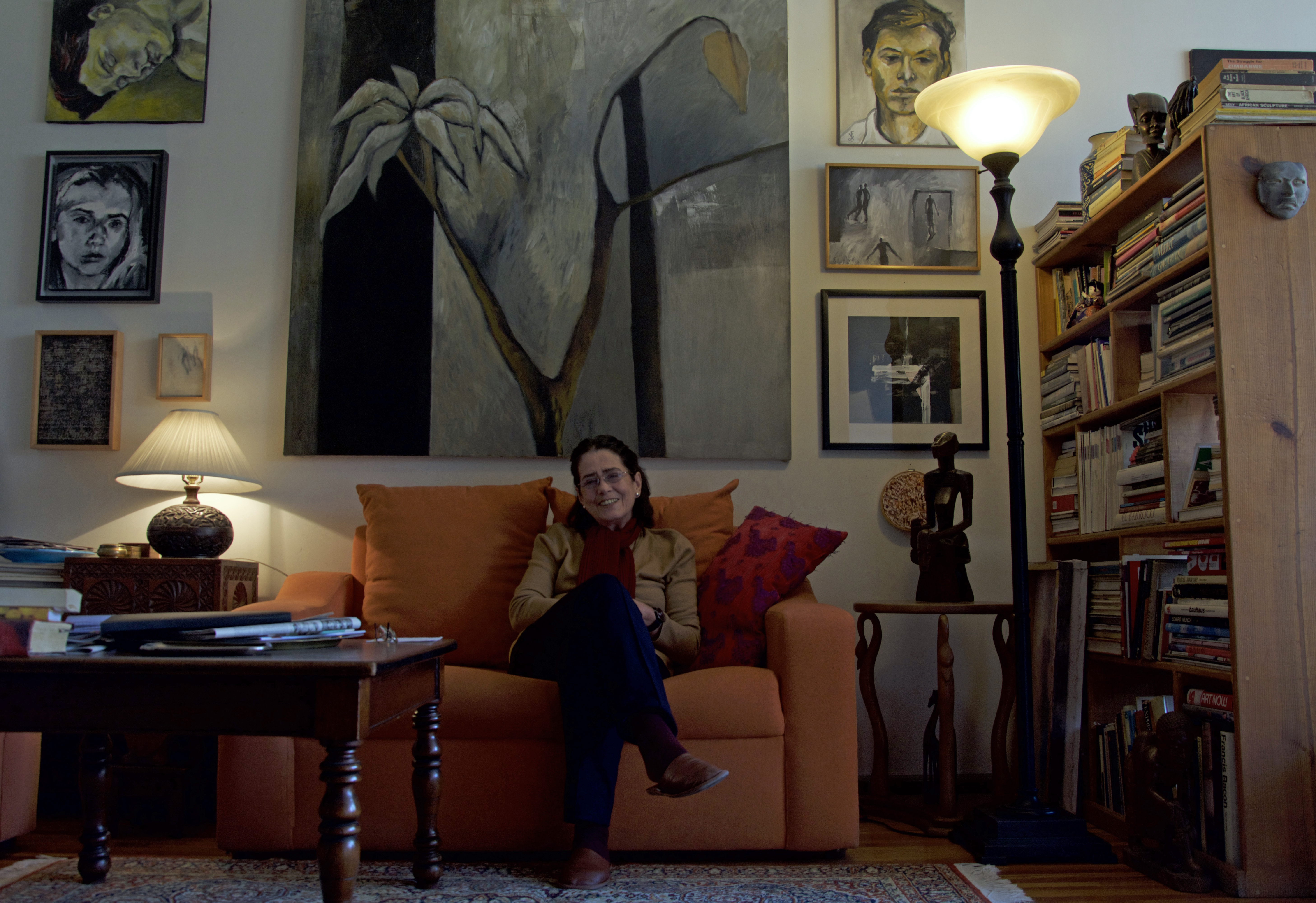
Ingrid Fugellie en su estudio en Ciudad de México

Su obra se caracteriza por una búsqueda permanente que no se deja limitar por las nociones de estilo único, exclusividad técnica o de disciplina. Su producción incluye la pintura, el dibujo, el collage, el grabado y la fotografía, además de la narrativa, la poesía y el ensayo, mismos que en ocasiones se integran también a su obra visual. Sus intereses están relacionados con una adhesión irrestricta al ejercicio de la libertad en las artes, para ella único territorio de emancipación en el sistema mercantil capitalista. Ingrid Fugellie Gezan se ha mantenido a distancia de la necesidad de aprobación, las tendencias de moda, los premios, las becas y la carrera por los títulos académicos. Ha elegido un lugar al margen de las instituciones culturales hegemónicas y del mercado, en la consideración de que éstos restan autonomía a los procesos creativos, los orientan por caminos extra artísticos y determinan nociones valorativas respecto a la calidad de una trayectoria.
Ha llevado esta manera de vivir la creación hacia la enseñanza del arte en términos programáticos, tanto en la academia como fuera de ella en los talleres que ha conducido durante más de 30 años, formando varias generaciones de artistas y personas que sin dedicarse al arte han sido capaces de incorporarlo a sus vidas. Está convencida de la imposibilidad de separar teoría y práctica en cualquier campo de la cultura. En este sentido, no sólo ha producido objetos e intervenciones y desarrollado ideas en el campo de la creación artística, ha organizado además actividades y experiencias colectivas autogestivas de creación y difusión, dando lugar a dos elementos que considera fundamentales en el arte: su función terapéutico-catártica y el carácter de derecho humano inalienable.
Entre los artistas de su generación con quienes comparte el impulso y la dedicación constante al trabajo destacan los pintores y maestros Tomás Gómez Robledo y Claudia Gallegos Téllez Rojo.
En su formación destaca asimismo la influencia que tuvo la artista norteamericana residente en Guatemala Margarita Allen, con quien compartió la relevancia de la decisión cromática en la representación de cada tema y cuyo espíritu libertario en el arte y la vida resultaron fundamentales en los inicios de su trayectoria. En México, fue clave la presencia del maestro Gilberto Aceves Navarro, quien contribuyó a subrayar el valor de la libertad de expresión en las artes; como maestro fueron importantes su rigor, consistencia y tesón, aspectos que caracterizan su larga carrera y han sido ejemplos sobresalientes nunca abandonados.

## Exposiciones

#### Individuales
2014
- Duetto. Plástica de Ingrid Fugellie Gezan y Tomás Gómez Robledo. Galería Entre amigos. Ciudad de México.

2012
- Raíces: arraigos y desarraigos. (Dibujo). Sala Julián Carrillo, Radio UNAM. Ciudad de México.

2005
- Original y copia. (Instalación). Metro División del Norte. Ciudad de México.

2001
- Pintura. Sede UNIFEM Naciones Unidas. Nueva York, Estados Unidos.
- Paisajes del tiempo. (Plástica). Casa Azul del Arte. Punta Arenas, Chile.

2002
- El exilio (2001-2002). Ingreso a la colección permanente. Museum of Latin American Art (MoLAA). California, Estados Unidos.

1998
- Los dibujos de Ingrid. (Dibujo, monotipo y pintura). Museo-Casa Diego Rivera. Instituto Estatal de Cultura/INBA. Guanajuato, México.
- Una vida sin violencia, un Derecho nuestro. (Pintura). Campaña de la ONU por los Derechos de las Mujeres. UNIFEM Región Andina. Museo de la Ciudad de Quito. Quito, Ecuador.

1997
- Retratos. (Exposición itinerante de Pintura). INBA/Gobiernos de los Estados: Museo de Arte Contemporáneo Ateneo de Yucatán (MACAY). Mérida, Yucatán/Centro Cultural Borda. Taxco, Guerrero/Museo de Arte de Sinaloa. Culiacán, Sinaloa.

- Dibujos y monotipos de la serie amorosa. Casa Universitaria del Libro, UNAM. Ciudad de México

1996
- Pintura. Embajada de Chile en México. Ciudad de México.

1993
- Dibujos. Alianza Francesa San Ángel. Ciudad de México.

1992
- La Cordillera: un paso a la forma. (Dibujo, monotipo y grabado). Sala Netzahualcóyotl, Centro Cultural Universitario UNAM. Ciudad de México.

1990
- Doble espacio. Dibujo. Galería Luis Nishizawa. ENAP/UNAM. Ciudad de México.

1988
- El paisaje urbano mexicano. (Pintura y collage). Galería El Túnel y Embajada de México en Guatemala. Ciudad de Guatemala.
- Los tonos del silencio. (Pintura y dibujo). Alianza Francesa San Ángel. Ciudad de México.
- Construcciones. (Dibujo y collage). Galería Enrico Bucci. Santiago de Chile.

1986
- Las raíces y los rumbos. (Pintura y dibujo). Alianza Francesa. Ciudad de Guatemala.

#### Colectivas
2016 
- A due mani. Plástica compartida. Foro Cultural Goya. Ciudad de México.
- Memoria, arte, violencia y locura. (Plástica). Universidad Autónoma de la Ciudad de México-Plantel Del Valle. Ciudad de México y Museo de Arte Virreinal de Taxco. Taxco de Alarcón, Guerrero.

2013
- La Victoria de Marinetti. (Intervención colectiva en espacio público). Explanada de la Biblioteca. ENAP/UNAM. Ciudad de México.
- Memoria Viva. A 40 años del Golpe. (Plástica colectiva). Lobby del Auditorio de la Universidad Autónoma de la Ciudad de México-Plantel Del Valle, Ciudad de México.

2012
- Tijera en Tránsito. (Intervención urbana). Espacio de Arte Público, Radio UNAM. Ciudad de México.

2011  
- De los artistas y la generosidad de los mexicanos para Japón. Subasta de arte. Museo de Arte Carrillo Gil. Ciudad de México.
- Poder Colectivo. (Plástica). Galería Experimental Das Kapital. Ciudad de México.

2010
- Das Kapital. Colectiva de pintura. Galería Experimental Das Kapital, Ciudad de México.

2009
- Proyecto Cajas. (Intervención artística en espacio público). Foro Social Mundial 2009. Exterior del Centro Cultural Casa del Lago. Ciudad de México.
- Foto-dicciones… más de lo mismo. Colectiva de fotografía. Proyecto Visiones y Voces en torno a las Adicciones. ENAP/UNAM: Galería del Centro Cultural El Juglar y Patronato del Parque Ecológico Xochimilco. Ciudad de México.

2006
- Humana Naturaleza. (Plástica, performance, música). Colectivo Tijera. Café Mesones 54. Ciudad de México.
- El Dibujo Hoy. Muestra colectiva de maestros de la ENAP/UNAM. Centro Cultural Casa Borda. Taxco de Alarcón, Guerrero.
- Contemporary Latin American Art. Auction 06. Museum of Latin American Art (MoLAA). California, Estados Unidos.

2003
- La fuerza domesticadora de lo pequeño. (Plástica) Colectivo A-Corpus. Alianza Francesa San Ángel. Ciudad de México.
- ¿Qué es arte? Intervención artística en espacio público. ENAP/UNAM. Ciudad de México.

2002
- Juntas, pero no revueltas... Colectiva de mujeres artistas. (Pintura). Fondo Cultural Carmen. Ciudad de México.
- Taller de Creadores Chileno-Mexicanos. Colectiva de Artes Visuales. Casa Frissac. Ciudad de México.

2001
- Visión del dibujo. Colectiva Maestros de Dibujo de la Licenciatura en Artes Visuales. Galería Luis Nishizawa. ENAP/UNAM. Ciudad de México.
- Más vale lápiz en mano. Colectiva de Maestros de Dibujo. Escuela de Diseño Gráfico. UIC y Alianza Francesa San Ángel. Ciudad de México.

2000
- Testigos de México. Banco Nacional de Comercio Exterior. Ciudad de México.
- Arte Córdoba 2000. (Plástica). II Feria Internacional de Galerías de Arte. Córdoba, Argentina.

1998
- Selva amarilla. Donación. Colección Privada Banco Santander. Ciudad de México.
- Cincuentenario de la Declaración Universal de los Derechos Humanos. (Plástica). Palacio de las Naciones. Ginebra, Suiza.

1996
- México Develado. Presencia de Chile en México. (Plástica). Centro Cultural Isidro Fabela. Ciudad de México.

1994
- Libro-Objeto. Casa Universitaria del Libro, UNAM. Ciudad de México.

1989
- Concurso Nacional de Pintura y Dibujo Dante y la Divina Comedia. (Dibujo). Galería del Auditorio Nacional. Ciudad de México.
- VII Bienal de Pintura Rufino Tamayo. Itinerancia en el Museo de Arte Contemporáneo de Oaxaca, Oaxaca y en el Museo Tamayo, Ciudad de México.

1986
- Todas las manos todas. (Plástica). Artistas chilenos residentes en México. Centro Cultural La Pirámide. Ciudad de México.
- Del desnudo al papel. (Dibujo y gráfica). Alianza Francesa de San Ángel. Ciudad de México.

## Premios y reconocimientos
- Mérito Docente UIC (1995-1996 y 2006)
- Premio literario en el XIII Certamen de Cuento. Escuela de Filosofía, UIC (2008).
- Candidata por la FAD al Premio Universidad Nacional en el área de Investigación en Artes (2016).
- Premio Sor Juana Inés de la Cruz, UNAM (2018)[7][8]

## Publicaciones

#### Libros
- Las complejidades de la imagen, Ediciones Coyoacán, México, 2009.
- Imagen visual de las adicciones. Un estudio interpretativo. Fontamara/UNAM, México, 2011.
- Obra y testimonio, maestros de la ENAP: Eduardo Ortiz, ENAP-UNAM, México, 2011.
- Origen y fundación del diseño moderno. Siglos XIX y XX, Fontamara, México, 2015.

#### Capítulos en libros
- “Visiones y Voces en torno a las Adicciones. Lenguaje Visual y Adicciones”, en Reidl Martínez, Lucy María (coord.), Desarrollo de nuevos modelos para la prevención y el tratamiento de conductas adictivas. Seminarios académicos. UNAM/Porrúa, México, 2012.
- “Visiones y Voces en torno a las Adicciones. Investigación en cultura visual”, en Reidl Martínez, Lucy María (coord.), Desarrollo de nuevos modelos para la prevención y el tratamiento de conductas adictivas. UNAM/Porrúa, México, 2012.

#### Artículos en revistas y publicaciones electrónicas
- “Un grito en el muro. La hiperproductividad visual que caracteriza el presente”, en revista Foroalfa.
- “Discontinuidad del espacio basura. Crítica al enfoque ahistórico que asume el arquitecto holandés Rem Koolhaas en su libro «Espacio basura» publicado en 2007”, en revista Foroalfa.
- “Arte entre guerras: la Bauhaus y el diseño moderno”, en revista de la Universidad Intercontinental: Foro UIC, N° 24, abril-junio de 2012, bajo el tema: Ciudadanía inexistente.
- “La Catrina. Una imagen para la eternidad”, en Diseño en Síntesis, Año 21, N° 47 - 48. Primavera – Otoño 2012. Casa Abierta al Tiempo. UAM, Xochimilco.
- “En busca del auténtico estar-en-el-mundo. Crítica al enfoque lineal y restrictivo que asume Adam Sharr respecto al traslado del filósofo en La cabaña de Heidegger”, publicado en 2018, en revista Foroalfa.
- “La vanguardia Insobornable”, en revista del Instituto Tecnológico de Monterrey: Campus cultural, N° 96, 2 de noviembre de 2018.